# William Turner (diplomate)
Pour les articles homonymes, voir William Turner et Turner.
William Turner, né le 5 septembre 1792 à Great Yarmouth, et mort le 10 janvier 1867 à Royal Leamington Spa, est un diplomate britannique et un auteur.

## Biographie
Né le 5 septembre 1792 à Yarmouth, il est le fils de Richard Turner (1751-1835), un conférencier puis vicaire perpétuel de Great Yarmouth, et de sa deuxième épouse, Elizabeth (1761-1805), fille aînée de Thomas Rede de Beccles. Sir George James Turner est son frère cadet.